# Sholaphilus albidus
Sholaphilus albidus är en mångfotingart som beskrevs av Carl 1932. Sholaphilus albidus ingår i släktet Sholaphilus och familjen Fuhrmannodesmidae. Inga underarter finns listade i Catalogue of Life.